# Institut supérieur des sciences et techniques
 (avril 2010).
Si vous disposez d'ouvrages ou d'articles de référence ou si vous connaissez des sites web de qualité traitant du thème abordé ici, merci de compléter l'article en donnant les références utiles à sa vérifiabilité et en les liant à la section « Notes et références ».
Pour les articles homonymes, voir ISCT.
L'Institut supérieur des sciences et techniques (abrégé en INSSET) est un institut situé à Saint-Quentin dans l'Aisne. Il fait partie de l'université de Picardie Jules Verne.
C'est un institut universitaire consacré aux systèmes embarqués, à la robot numérique et à la logistique.

## Histoire
Après la Seconde Guerre mondiale, la reconstruction de la ville de Saint-Quentin a permis la naissance d'un Institut spécialisé dans l'ingénierie mécanique.
Depuis la fin des années 1950 l'Institut est rattaché à l'université de Picardie.
Jusque dans les années 1990, l'Institut ne connaît pas de grandes difficultés pour recruter ou placer ses étudiants. Cependant à cette époque le déclin de l'industrie mécanique en Europe de l'Ouest et notamment en France vient noircir l'avenir de l'Institut qui doit trouver de nouveaux débouchés. C'est durant cette période charnière qu'est décidé la création de l'IUP, en 2001, afin de se tourner vers les entreprises pour leur fournir ce dont elles ont besoin : de jeunes diplômés opérationnels. Deux domaines sont alors concernés : la logistique de production et les systèmes embarqués.
Compte tenu du nombre d'ingénieurs spécialisés en production disponible sur un marché du travail bouché (délocalisation, beaucoup de diplômés..) c'est sur la filière logistique que l'INSSET a mis l'accent en créant en 2004 l'IUP (institut universitaire professionnalisé) management et ingénierie logistique.
- L'INSSET est aujourd'hui un institut universitaire dédié aux systèmes embarqués et à la logistique.

## Domaines de formation
- Logistique : master management & ingénierie logistique labellisé par le pôle de compétitivité i-trans[1] certifié charte de qualité des IUP.

- Systèmes embarqués : master S.E.T. licence et master systèmes embarqués labellisés par le pôle de compétitivité i-trans certifié charte de qualité des IUP.
- Licence professionnelle informatique WEB : licence professionnelle informatique licence PRO Web développement de site intranet extranet
- Cloud computing : master cloud computing and mobility (CCM).

## Projets et recherche

### Projets
FIIER-T : formation intelligence Industrielle en réseau transfrontalier.
Dans le cadre du programme transfrontalier Interreg V, le projet FIIER-T vise à développer les compétences nécessaires à la maîtrise des innovations techniques dans les domaines suivants :
- l’installation et l’exploitation des données fournies par les capteurs intelligents ;
- le prototypage rapide et l’usinage à grande vitesse :
- la sécurité au poste de travail.

### Recherche
ACCOST-UGV : dispositifs innovants pour la détection de l'accostage outil-pièce dans le cadre de l'usinage à grande vitesse.